# Остров Капицы
Остров Капицы — остров (скала) в составе Малой Курильской гряды. Один из прибрежных островков-«спутников» Шикотана.

## География
Расположен в 400 метрах от северо-восточной части острова Шикотан, вблизи бухты Маячная. Высота около 30 м. Площадь — 0,286 км². На острове есть ручей. Поверхность острова округлая, заросшая травой высотой в человеческий рост. Возле берега острова — подводные скалы.

## История
Вместе с прочими островами Малой Курильской гряды находился в неопределённом статусе до заключения Симодского договора 26 января (7 февраля) 1855 года, после чего подпал под японскую юрисдикцию.
В соответствии с административно-территориальным делением Японии после реставрации Мэйдзи остров вкупе с остальными островами Малой Курильской гряды и частью полуострова Немуро на острове Хоккайдо вошёл в уезд (гун) Ханасаки в составе провинции Немуро губернаторства Хоккайдо.
В 1885 году вместе с Шикотаном был выделен из уезда Ханасаки в отдельный уезд Сикотан и передан в состав провинции Тисима (последняя существовала после 1882 года как административно-территориальная единица субпрефектурного уровня в составе префектуры Нэмуро, после упразднения последней в 1886 году — в составе префектуры Хоккайдо).
С 1945 года в составе СССР.
2 февраля 1946 года включён в состав Южно-Сахалинской области.
2 января 1947 года включён в состав Сахалинской области РСФСР.
С 1991 года в составе Российской Федерации. Согласно федеративному устройству России входит в Сахалинскую область в составе Южно-Курильского района в рамках административно-территориального устройства области и в составе Южно-Курильского городского округа в рамках муниципального устройства в области. До 2012 года безымянный.
Назван в честь скончавшегося в 2012 году Сергея Петровича Капицы.
Имянаречение произошло в рамках Сахалинской областной программы «Имя на карте Сахалина и Курильских островов». Название было рассмотрено и утверждено собранием Сахалинского отделения Русского географического общества от 3 сентября 2012 года. Участники официальной морской экспедиции «Имя на карте Сахалина и Курильских островов» на теплоходе «Игорь Фархутдинов» высадились на остров 6 сентября 2012 года, среди них была единственная женщина — Светлана Журова, депутат Госдумы и олимпийская чемпионка. Она сказала:
Необычно, что мы сегодня смогли добраться. И первый названный нами остров — в честь Сергея Капицы. Это очень символично, потому что Сергей Петрович мечтал до последнего дня своей жизни здесь оказаться, вернуться на Сахалин и на Курилы, увидеть это всё своими глазами.
Участвовавшая в экспедиции генеральный продюсер телепрограммы «Очевидное — невероятное» Светлана Попова выразила благодарность сахалинцам за предложение назвать один из безымянных островов Курильского архипелага именем Сергея Капицы — её близкого друга.
На острове установлен портрет Сергея Капицы, на скале укреплены государственный флаг Российской Федерации и флаг Сахалинской области. На вершине острова участниками экспедиции зарыта капсула.

## См.также
- Острова-«спутники» Шикотана